# Loutrá Aidhipsoú
Loutrá Aidhipsoú (Loutra Aidipsou) är en ort i Grekland.   Den ligger i prefekturen Nomós Evvoías och regionen Grekiska fastlandet, i den centrala delen av landet, 110 km nordväst om huvudstaden Aten. Loutrá Aidhipsoú ligger 34 meter över havet och antalet invånare är 2 560. Den ligger på ön Euboia.
Terrängen runt Loutrá Aidhipsoú är kuperad. Havet är nära Loutrá Aidhipsoú åt sydväst. Runt Loutrá Aidhipsoú är det ganska tätbefolkat, med 58 invånare per kvadratkilometer. Närmaste större samhälle är Istiaía, 14,2 km nordost om Loutrá Aidhipsoú. 